# Merlenbach
Die Ortschaft Merlenbach ist ein Ortsteil der Gemeinde Lindlar, Oberbergischer Kreis im Regierungsbezirk Köln in Nordrhein-Westfalen (Deutschland).

## Lage und Beschreibung
Merlenbach liegt nordwestlich von Lindlar am Bach Lindlarer Sülz, in unmittelbarer Nähe von Schätzmühle.

## Geschichte
Merlenbach wurde 1413 das erste Mal urkundlich als merlenbech erwähnt.

## Wirtschaft
Von wirtschaftlicher Bedeutung ist die Forellenzucht.

## Busverbindungen
Die Haltestelle in Schätzmühle (in unmittelbarer Nähe) wird von der Linie 335 (OVAG) nach Scheel, Frielingsdorf und Lindlar bzw. Biesfeld, Herkenrath und Bergisch Gladbach bedient.